# Mílový klub

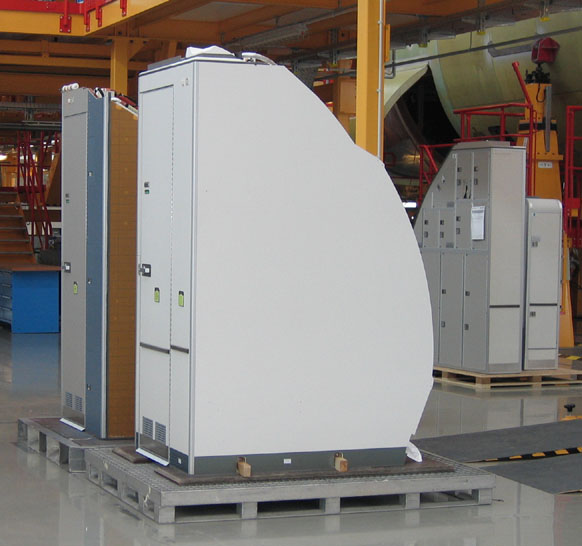
letadlové toalety

Mílový klub je slangový výraz pro lidi, kteří měli pohlavní styk na palubě letadla.
Údajné vysvětlení pro takovou aktivitu jsou vibrace letadla, které mohou vyvolat sexuální vzrušení u mužů. Někteří lidé uvádí, že mají fantazie o pilotech, letuškách, nebo fetiších (letadlech jako takových). Pro některé je vzrušující riziko možného odhalení.

## Skutečnost
Dle průzkumu v roce 2010 bylo zjištěno, že 9 % Američanů mělo pohlavní styk v sedadle letadla, 17 % na toaletách, 5 % s cizím člověkem v letadle a 3 % s členem posádky.